# Adagio 62126
Adagio 62126 – polski radioodbiornik produkowany w Zakładach Radiowych Diora. Umożliwia odbiór stacji na falach długich, średnich i krótkich. Posiada płynną regulację barwy dźwięku, wbudowaną antenę ferrytową i automatyczną regulację wzmocnienia. Układ odbiornika (superheterodynowy) zmontowany jest na płytce drukowanej i zawiera 3 lampy elektronowe (ECH 81, EBF 89 i ECL 82).